# 코르키 로마노
코르키 로마노(Corky Romano)는 미국에서 제작된 랍 프리츠 감독의 2002년 코미디, 범죄 영화이다. 크리스 커턴 등이 주연으로 출연하였고 로버트 시몬즈 등이 제작에 참여하였다.

## 출연

### 주연
- 크리스 커턴

### 조연
- 피터 버그
- 크리스 펜
- 리차드 라운트리
- 비네사 쇼
- 매튜 그레이브

## 제작진
- 공동제작: 아이라 슈먼
- 미술: 피터 폴리타노프
- 의상: 톰 브론슨
- 배역: 로저 무센든